# Qazaqstan Kubogy 1998-1999
La Qazaqstan Kubogy 1998-1999 è stata la 7ª edizione della Coppa del Kazakistan. Il torneo è iniziato il 6 maggio 1998 e si è concluso il 16 luglio 1999.

## Primo turno
| Squadra 1                  | Totale | Squadra 2        | Andata | Ritorno |
| -------------------------- | ------ | ---------------- | ------ | ------- |
| 6 maggio / 28 maggio 1998  |        |                  |        |         |
| Ertis                      | 6 - 2  | Jiger            | 4 - 1  | 2 - 1   |
| 8 maggio / 15 luglio 1998  |        |                  |        |         |
| Batır                      | 4 - 3  | Taraz            | 3 - 1  | 1 - 2   |
| 26 maggio / 15 luglio 1998 |        |                  |        |         |
| Xïmïk                      | 3 - 4  | Qaýsar-Hurricane | 2 - 1  | 1 - 3   |
| 28 maggio / 15 luglio 1998 |        |                  |        |         |
| Nasha Kompanııa            | 0 - 7  | Elimaı           | 0 - 1  | 0 - 6   |
| Şaxter-Ïspat Qarmet        | 3 - 2  | Bolat            | 1 - 0  | 2 - 2   |
| CSKA-Qaýrat                | 5 - 1  | Astana           | 4 - 0  | 1 - 1   |

## Quarti di finale
| Squadra 1                   | Totale | Squadra 2           | Andata | Ritorno |
| --------------------------- | ------ | ------------------- | ------ | ------- |
| 28 maggio / 24 luglio 1998  |        |                     |        |         |
| Narın                       | 0 - 8  | Vostok Óskemen      | 0 - 1  | 0 - 7   |
| 26 luglio / 9 agosto 1998   |        |                     |        |         |
| Elimaı                      | 2 - 6  | Qaýsar-Hurricane    | 1 - 2  | 1 - 4   |
| 29 luglio / 9 ottobre 1998  |        |                     |        |         |
| Batır                       | 2 - 1  | Şaxter-Ïspat Qarmet | 1 - 1  | 1 - 0   |
| 29 luglio / 22 ottobre 1998 |        |                     |        |         |
| Ertis                       | 1 - 4  | CSKA-Qaýrat         | 1 - 1  | 0 - 3   |

## Semifinali
| Squadra 1                 | Totale | Squadra 2      | Andata | Ritorno |
| ------------------------- | ------ | -------------- | ------ | ------- |
| 4 maggio / 6 luglio 1999  |        |                |        |         |
| CSKA-Qaýrat               | 1 - 4  | Vostok Óskemen | 0 - 1  | 1 - 3   |
| 6 giugno / 17 giugno 1999 |        |                |        |         |
| Qaýsar-Hurricane          | 7 - 1  | Batır          | 3 - 1  | 4 - 0   |

## Finale
| Arbitro: | Kwlakov (Almaty) |

|                         |                      |                                         |
| Esmutarov 80’           | Marcatori            | 82’ Antropov                            |
| Kitsak Sklyarov Axmedov | Tiri di rigore 2 – 0 | Yevteyev Filimonov Afelchenko Sinychkov |